# Гюнье
Гюнье́ (фр. Gugney) — коммуна во французском департаменте Мёрт и Мозель, региона Лотарингия. Относится к  кантону Везелиз.

## География
Гюнье расположен в 34 км к югу от Нанси в исторической области Сентуа. Соседние коммуны: Те-су-Водемон на севере, Форсель-су-Гюнье на востоке, Пюльне на западе.

## Демография
Население коммуны на 2010 год составляло 80 человек.
| 1962 | 1968 | 1975 | 1982 | 1990 | 1999 | 2010 |
| ---- | ---- | ---- | ---- | ---- | ---- | ---- |
| 65   | 56   | 50   | 42   | 48   | 54   | 80   |